# Megaceryle
Megaceryle ist eine Gattung sehr großer Eisvögel. Sie sind weit über Amerika, Afrika und Südostasien verbreitet.
Die Gattung wurde zuerst 1848 durch den deutschen Naturforscher Johann Jakob Kaup beschrieben. Der Name Megaceryle leitet sich vom altgriechischen megas (μέγας; „groß“) und der existierenden Gattung Ceryle ab.
Die Gattung besteht aus vier Arten:
- Riesenfischer (Megaceryle maxima)
- Trauerfischer (Megaceryle lugubris)
- Gürtelfischer (Megaceryle alcyon)
- Rotbrustfischer (Megaceryle torquata)

Alle Arten sind spezialisierte Fischfresser mit starren Federhauben auf den Köpfen. Sie haben dunkelgraue oder bläulich-graue Oberseiten, welche bei den amerikanischen Arten großflächig ungemustert ist, aber auch deutlich gefleckt sein kann wie beim asiatischen Trauerfischer oder dem afrikanischen Riesenfischer. Die Unterseiten können weiß oder rotbraun sein. Alle Arten außer dem männlichen Rotbrustfischer haben ein kontrastierendes Brustband. Die Unterseite ist bei den Geschlechtern aller Arten immer unterschiedlich.
Die Vögel nisten in horizontalen Röhren von Fluss- oder Sandbänken. Beide Partner graben die Brutröhre, bebrüten die Eier und füttern die Jungen.
Megaceryle-Arten werden oft beobachtet, wenn sie exponiert auf Bäumen, Pfosten oder anderen geeigneten Aussichtspunkten an Gewässern ansitzen, bevor sie sich kopfüber ins Wasser auf ihre Beute stürzen. Diese besteht üblicherweise aus Fischen, Krebstieren oder Fröschen, gelegentlich auch aus aquatischen Insekten und anderen geeignet großen Tieren.

## Ursprung und Taxonomie
Die frühere Auffassung, die Megaceryle-Arten hätten sich in der Neuen Welt aus einem spezialisierten fischfressenden Eisvogel-Vorfahren, welcher die Beringstraße überquerte, und den amerikanischen Grünfischern (Chloroceryle) mit einer großen gehaubten Art, welche später – im Pliozän – den Atlantik überquerte, entwickelt und die riesigen gehaubten Eisvögel gebildet ist wahrscheinlich nicht haltbar. Es scheint eher so, dass die Gattung ursprünglich aus der Alten Welt – möglicherweise Afrika – stammt und der Vorfahr von Gürtel- und Rotbrustfischer den Ozean überquerte.
Die Megaceryle-Arten wurden früher zur Gattung Ceryle mit dem Graufischer gestellt, aber letzterer steht den amerikanischen Grünfischern genetisch näher.